# Naissance en 2012
Naissance
- 2008
- 2009
- 2010
- 2011
- 2012
- 2013
- 2014
- 2015
- 2016

Les naissances en 2012 concernent les personnalités nées entre le 1er janvier et le 31 décembre 2012.

## Janvier
- 24 janvier : Athena de Danemark, quatrième enfant du prince Joachim de Danemark et de Marie Cavallier.

## Février
- 23 février : Estelle de Suède, fille aînée de la princesse héritière Victoria de Suède et de son époux le prince Daniel.

## Juin
- 27 juin : Makayla Malaka, chanteuse et danseuse anglo-nigériane.